# Лівак Микола Гнатович
Микола Гнатович Левак (Лівак, 5 травня 1896, Голінка — ?) — хорунжий 6-ї Січової стрілецької дивізії Армії УНР. Лицар Ордену Залізний Хрест «За Зимовий похід і бої».

## Біографія
Народився в неповній козацькій родині. Охрещений 6 травня 1896 священником Костянтином Доброгаєвим та псаломником Миколою Боровським у Свято-Преображенській церкві Голінки. Оскільки не мав законного батька, то ім'я по-батькові одержав від свого хрещеного — станового козака Гната Петровича Лазаренка.
1919 служив молодшим старшиною у Наливайківському полку Запорізького корпусу (згодом Наливайківський курінь 1-ї Запорізької дивізії). У складі цього куреня взяв участь у Першому Зимовому поході, за що нагороджений Залізним Хрестом «За Зимовий похід і бої» № 661.
1920 служив у 17-й стрілецькій бригаді 6-ї Січової дивізії. По завершенні збройної боротьби Армії УНР інтернований у таборі Александрув-Куявський, Польща.
1921 неодноразово переходив польсько-московський кордон, виконуючи функції зв'язкового між Повстансько-партизанським штабом та повстанськими підрозділами в окупованій Україні.
Подальша доля невідома.